# 世界松濤舘空手道連盟
世界松濤舘空手道連盟（せかいしょうとうかんからてどうれんめい）は空手団体の一つ。通称はワールド松濤舘。略称はW.S.K.F.。流派は、松濤館流。

## 概要
1990年設立。上田治男を会長とし粕谷均を主席師範とする空手団体である。設立当初は10カ国で発足。2018年8月現在、加盟国は115カ国。2年おきに世界大会を開催している。

## 特徴
- 今のスポーツ空手では無く、拳サポーター無しの一本勝負組手である。
- 基本的に止めのかからない自由組み手が競技種目にある。
- 伝統的な松濤舘を基本に、連続技、回転技等を交えた基本が特徴的。